# Hylaeus angustulus
Hylaeus angustulus är en biart som först beskrevs av Perkins 1899.  Hylaeus angustulus ingår i släktet citronbin, och familjen korttungebin. Inga underarter finns listade i Catalogue of Life.